# 德文彬
德文彬（法語：Dominic Desperben，1898年7月17日—1980年6月16日），是天主教法國籍神父及比布斯二心會會士。曾任廣東省海南宗座監牧區宗座監牧（1939年-1980年）。

## 生平
德文彬出生於1898年7月17日，法蘭西第三共和國比利牛斯-大西洋省的市鎮貝吉奧。1920年，21歲時加入比布斯二心會。1925年8月2日，德文彬在27歲時晉鐸，被派往中國廣東省海南島傳教。
1939年2月，海南宗座監牧余禮灼神父榮休。同年3月24日，德文彬神父獲時任教宗庇護十一世任命成為廣東省海南宗座監牧區宗座監牧。
1949年10月1日，中國共產黨在中國大陸地區建立中華人民共和國，並開始針對天主教進行宗教迫害及打壓，教會已經無法正常功能。1950年代初，宗座監牧德文彬神父被捕。其後，德神父與其他外籍傳教士先後被中國政府驅逐出境。
德文彬神父曾出席1962年至1965年間舉行的梵蒂岡第二屆大公會議。1980年6月16日，德文彬神父在新加坡去世，享年81歲。